# Eidolon (mammifère)
Pour les articles homonymes, voir Eidolon.
Genre
Eidolon est un genre de mammifères chiroptères (chauves-souris).

## Liste des espèces
- Eidolon dupreanum (Schlegel, 1867)
- Eidolon helvum (Kerr, 1792) - roussette paillée africaine